# Вільні Луки
Вільні Луки́ — село в Україні, у Ганнівській сільській громаді Новоукраїнського району Кіровоградської області. Населення становить 217 осіб.

## Населення
Згідно з переписом УРСР 1989 року чисельність наявного населення села становила 242 особи, з яких 103 чоловіки та 139 жінок.
За переписом населення України 2001 року в селі мешкало 216 осіб.

### Мова
Розподіл населення за рідною мовою за даними перепису 2001 року:
| Мова       | Відсоток |
| ---------- | -------- |
| українська | 94,47 %  |
| російська  | 4,15 %   |
| молдовська | 1,38 %   |